# Deutsche Fünfkampf-Meisterschaft 1974/75

Veranstaltungsort: Essen

Die Deutsche Fünfkampf-Meisterschaft 1974/75 war eine Billard-Turnierserie und fand zum 13. Mal vom 10. bis zum 13. Oktober in Essen statt.

## Geschichte
Der Berliner Dieter Müller gewann in Essen seinen ersten deutschen Titel im Fünfkampf. Platz zwei sicherte sich der Bochumer Klaus Hose vor dem Düsseldorfer Dieter Wirtz. Durch die Umstellung auf die neue Portugiesische Tabelle schienen die Leistungen deutlich schlechter zu sein als bei der letzten DM in Hannover. Aber durch die verkürzten Distanzen und die andere Berechnungsgrundlage sind die Leistungen nicht zu vergleichen.

## Modus
Reihenfolge der Endrechnung in der Abschlusstabelle:
1. MP = Matchpunkte
2. PP = Partiepunkte
3. VGD = Verhältnismäßiger Generaldurchschnitt
4. BVED = Bester Einzel Verhältnismäßiger Durchschnitt

Bei der Berechnung des VGD wurde die Portugiesische Tabelle von 1972 angewendet. Dadurch ist der VGD nicht mehr mit der alten Tabelle vergleichbar.
Cadre 47/2 wurde durch Cadre 47/1 ersetzt.
Die Distanzen wurden halbiert.
In der Endtabelle wurden die erzielten Matchpunkte vor den Partiepunkten und dem VGD gewertet.

## Abschlusstabelle
| Legende | Legende                                       |
| --- | --------------------------------------------- |
| Abk. | Bedeutung                                     |
| Pkt. | erzielte Punkte                               |
| Aufn. | benötigte Aufnahmen                           |
| ED | Einzeldurchschnitt                            |
| GD | Generaldurchschnitt                           |
| VGD | Verhältnismässiger Generaldurchschnitt        |
| BMD | Bester Mannschaftsdurchschnitt                |
| BED | Bester Einzeldurchschnitt                     |
| BSD | Bester Satzdurchschnitt                       |
| BEVD | Bester Einzel Verhältnismässiger Durchschnitt |
| HS | Höchstserie                                   |
| MP | Match Points                                  |
| PP | Partie Punkte                                 |
| G-U-V | Gewonnen-Unentschieden-Verloren               |
| SV | Satzverhältnis                                |
| WRP | Weltranglistenpunkte                          |
| | 1. Platz (Gold)                               |
| | 2. Platz (Silber)                             |
| | 3. Platz (Bronze)                             |
| | Bester GD des Turniers/Runde                  |
| | Bester VGD des Turniers/Runde                 |
| | Bester ED des Turniers/Runde                  |
| | Bester BVGD des Turniers/Runde                |
| | Beste HS des Turniers/Runde                   |
| (Evtl. finden nicht alle Begriffe Anwendung oder einige sind nicht aufgeführt. Diese können in der Liste der Karambolage-Begriffe nachgesehen werden.) |                                               |

| Endklassement | Endklassement               | Endklassement | Endklassement | Endklassement | Endklassement | Endklassement |
| Platz         | Name                        | MP            | PP            | VGD           | BVED          |               |
| ------------- | --------------------------- | ------------- | ------------- | ------------- | ------------- | ------------- |
| 1             | Dieter Müller (Berlin)      | 6:0           | 26:4          | 76,73         | 125,93        |               |
| 2             | Klaus Hose (Bochum)         | 4:2           | 20:10         | 79,02         | 112,01        |               |
| 3             | Dieter Wirtz (Düsseldorf)   | 2:4           | 6:24          | 22,37         | 38,24         |               |
| 4             | Günter Siebert (Altenessen) | 0:6           | 8:22          | 48,90         | -             |               |

## Disziplintabellen
| Platz | Name           | MP  | Pkte. | Aufn. | GD     | BED    | HS  |
| ----- | -------------- | --- | ----- | ----- | ------ | ------ | --- |
| 1     | Dieter Müller  | 6:0 | 750   | 6     | 125,00 | 250,00 | 250 |
| 2     | Klaus Hose     | 4:2 | 657   | 5     | 131,40 | 250,00 | 250 |
| 3     | Dieter Wirtz   | 2:4 | 266   | 12    | 22,16  | 27,77  | 82  |
| 4     | Günter Siebert | 0:6 | 251   | 11    | 22,81  | -      | 183 |

| Platz | Name           | MP  | Pkte. | Aufn. | GD    | BED   | HS  |
| ----- | -------------- | --- | ----- | ----- | ----- | ----- | --- |
| 1     | Dieter Müller  | 6:0 | 450   | 28    | 16,07 | 50,00 | 137 |
| 2     | Klaus Hose     | 4:2 | 448   | 15    | 29,86 | 37,50 | 98  |
| 3     | Dieter Wirtz   | 2:4 | 224   | 34    | 7,17  | 13,63 | 53  |
| 4     | Günter Siebert | 0:6 | 214   | 19    | 11,26 | -     | 99  |

| Platz | Name           | MP  | Pkte. | Aufn. | GD   | BED  | HS |
| ----- | -------------- | --- | ----- | ----- | ---- | ---- | -- |
| 1     | Klaus Hose     | 6:0 | 300   | 72    | 4,16 | 5,88 | 39 |
| 2     | Dieter Müller  | 4:2 | 266   | 68    | 3,91 | 5,55 | 23 |
| 3     | Günter Siebert | 2:4 | 273   | 52    | 5,25 | 5,88 | 29 |
| 4     | Dieter Wirtz   | 0:6 | 221   | 84    | 2,63 | -    | 15 |

| Platz | Name           | MP  | Pkte. | Aufn. | GD    | BED   | HS  |
| ----- | -------------- | --- | ----- | ----- | ----- | ----- | --- |
| 1     | Klaus Hose     | 4:2 | 438   | 14    | 31,28 | 37,50 | 150 |
| 2     | Dieter Müller  | 4:2 | 390   | 13    | 30,00 | 37,50 | 102 |
| 3     | Günter Siebert | 2:4 | 407   | 18    | 22,61 | 30,00 | 80  |
| 4     | Dieter Wirtz   | 2:4 | 203   | 15    | 13,53 | 21,42 | 63  |

| Platz | Name           | MP  | Pkte. | Aufn. | GD    | BED   | HS |
| ----- | -------------- | --- | ----- | ----- | ----- | ----- | -- |
| 1     | Dieter Müller  | 6:0 | 90    | 96    | 0,937 | 0,968 | 6  |
| 2     | Günter Siebert | 4:2 | 89    | 102   | 0,872 | 1,250 | 7  |
| 3     | Klaus Hose     | 2:4 | 58    | 95    | 0,610 | 0,750 | 7  |
| 4     | Dieter Wirtz   | 0:6 | 65    | 117   | 0,555 | -     | 3  |